# 白帝城武侯祠

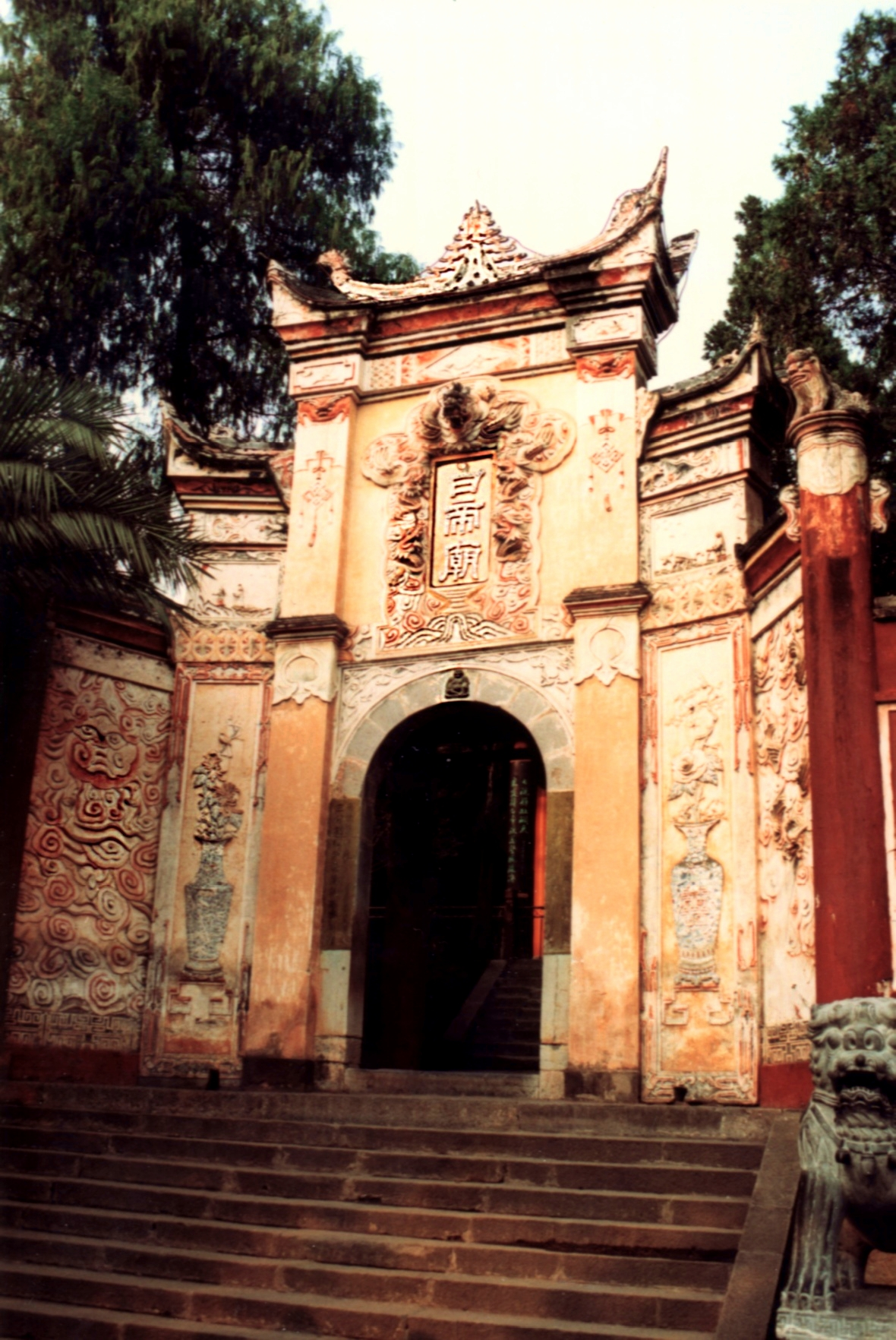
奉节县白帝城白帝庙

白帝城武侯祠位於中國重慶市東部的长江北岸奉节县白帝城白帝庙。白帝庙内设刘备祠，托孤堂，和武侯祠。武侯祠二开间，木建筑，门匾书武侯祠三字，内供二尊诸葛亮塑像，其一额匾“伯仲伊吕”，竖匾杜工部诗句“诸葛大名垂宇宙，宗臣遗像肃清高”；其二竖匾“三顾频烦天下计”。

## 相关图片

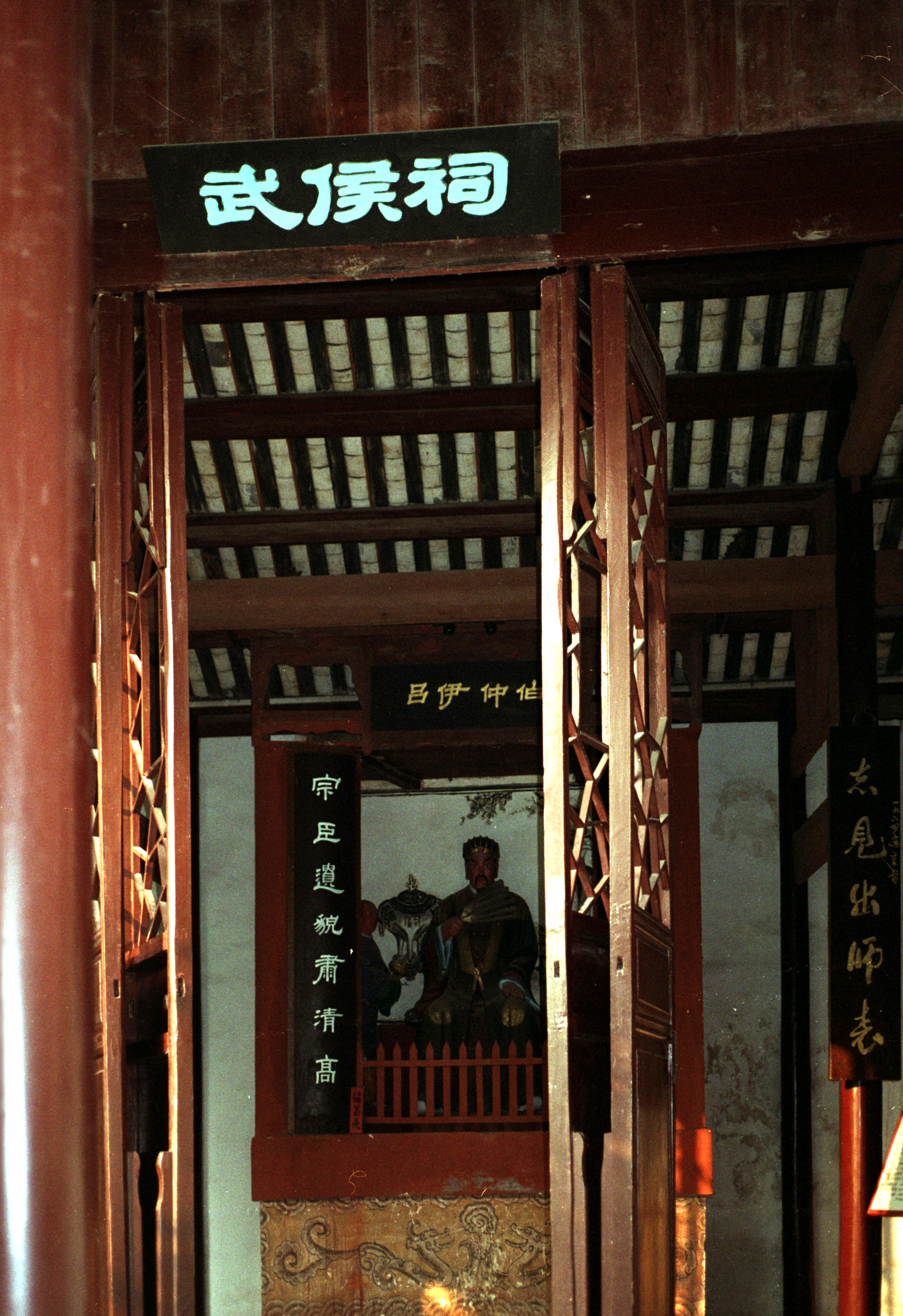
奉节县白帝城武侯祠
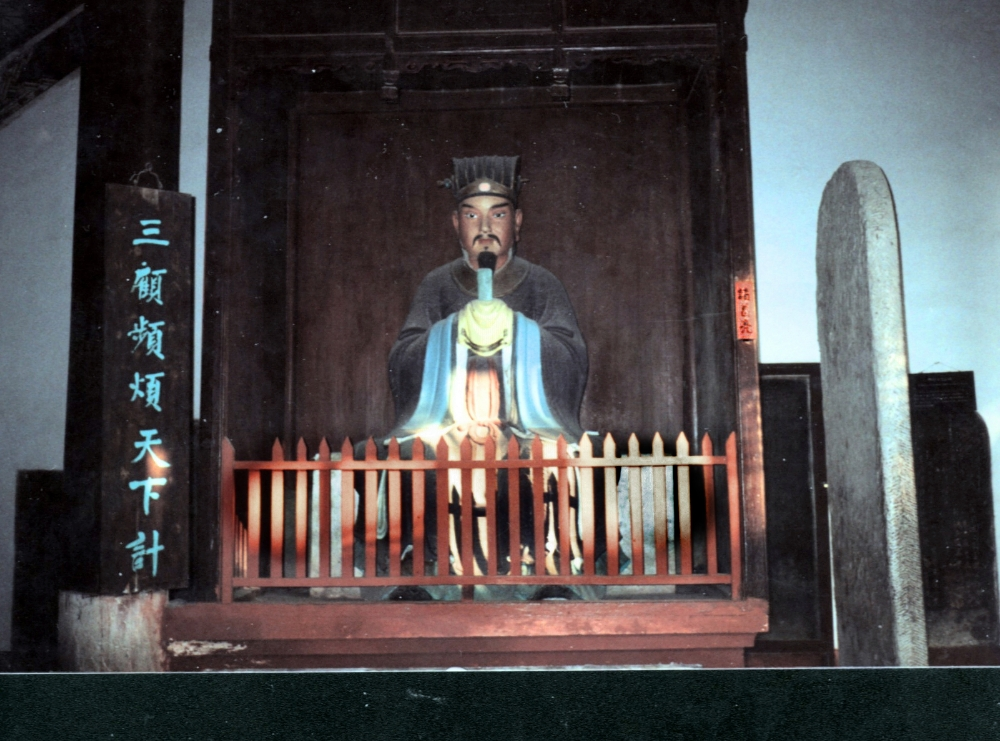
白帝庙内武侯寺内供奉蜀相诸葛亮塑像